# Satyrus astoria
Satyrus astoria är en fjärilsart som beskrevs av Robert Christopher Tytler 1926. Satyrus astoria ingår i släktet Satyrus och familjen praktfjärilar. Inga underarter finns listade.